# Chiai Fujikawa
Chiai Fujikawa (japanisch 藤川千愛 Fujikawa Chiai; * 6. Juni 1995 in Ibara, Präfektur Okayama, Japan) ist eine Sängerin. Im August 2021 kündigte sie an, fortan unter dem Pseudonym Roku aufzutreten.

## Leben und Karriere
Fujikawa wurde am 6. Juni 1995 in Ibara in der japanischen Präfektur Okayama geboren. Bereits mit drei Jahren, inspiriert durch ihren Großvater, einem Enka-Sänger, wuchs in ihr der Entschluss Sängerin zu werden. Nach ihrem Abschluss an der Oberschule arbeitete sie zunächst in einer Fabrik, ehe sie im Jahr 2015 in die Idol-Gruppe Maneki Kecak aufgenommen wurde. Sie hatte eine Gastrolle in der ersten Episode der Serie Kizoku Tantei, die ab April 2017 auf Fuji TV gesendet wurde.
Gemeinsam mit Maneki Kecak veröffentlichte Fujikawa sechs Singles, ein vollwertiges Album sowie eine DVD, die fast alle in den japanischen Charts einsteigen konnten. Im August des Jahres 2018 gab sie ihren Ausstieg aus der Girlgroup bekannt. Im Nachhinein erklärte Fujikawa, dass sie es hasste ins Idol-Geschäft eingestiegen zu sein. Noch im gleichen Jahr veröffentlichte Fujikawa mit Katte ni Hitori de Dokidoki Sunna yo, Yume Nankaja Meshi wa Kuenai to Dareka no Sei ni Shite und Kimi no Namae ihre drei ersten Singles als Solo-Musikerin. Letztere Single dient als Abspannmusik zur ersten Hälfte der ersten Staffel der Animeserie The Rising of the Shield Hero, die seit dem 9. Januar 2019 im japanischen Fernsehen läuft. Ihre vierte Single Atashi ga Tonari ni Iru uchi ni wurde als Abspanntitel für die zweite Hälfte der ersten Staffel des gleichen Anime ausgewählt. Ihr Debütalbum Raika erschien am 7. Mai 2019 bei Nippon Columbia. Es stieg auf Platz zehn der japanischen Albumcharts ein.
Chiai Fujikawa nahm mit dem japanischen Duo minus (-) einen Buck-Tick-Coversong auf, der auf dem am 29. Januar 2020 veröffentlichten Tribute-Album PARADE III ~RESPECTIVE TRACKS OF BUCK-TICK~ zu finden sein wird. Ende des Jahres 2019 veröffentlichte sie mit Hikiyose rarete yume o miru und Omajinai zwei neue Stücke. Am 8. April 2020 erschien ihr zweites Studioalbum Ai wa Headphone kara. Auf diesem ist das Stück Kuyashisa wa Tane zu finden, welches als Abspannlied für den Digimon-Reboot-Anime genutzt wird. Bereits am 24. November gleichen Jahres veröffentlicht Fujikawa mit HiKiKoMoRi ihr inzwischen drittes Studioalbum.
Im August 2020 veröffentlichte sie eine Coverversion des Stückes Gurenge der japanischen Sängerin LiSA auf der Video-Plattform YouTube, das bis Mitte Oktober 35 Millionen Mal aufgerufen wurde. Am 22. August 2021 erklärte Fujikawa während eines Live-Auftrittes, dass sie eine musikalische Pause als Solo-Musikerin einlegen werde und sich stattdessen auf ein neues Musikprojekt, welches den Namen Phat Slim Nevaeh (Eigenschreibweise PhatSlimNevaeh) trägt und dessen weitere Mitglieder zu einem späteren Zeitpunkt angekündigt werden. Zudem kündigte sie an, fortan unter dem Pseudonym Roku aktiv zu sein.
Nichtsdestotrotz wurde im März 2022 bekanntgegeben, dass im April gleichen Jahres mit Chotto Soko Made Kino wo Mukae ni ein Mini-Album mit sieben Titeln, darunter Yuzurenai, das Lied im Abspann zur zweiten Staffel von The Rising of the Shield Hero, herausgegeben wird. Für den 12. April 2023 wurde die Veröffentlichung eines weiteren Mini-Albums unter dem Titel Ureshii Koe wo Honno Chotto angekündigt. Das darauf enthaltende Lied Ai no Uta ist im Vorspann der Anime-Serie My Home Hero zu hören. Im selben Jahr veröffentlichte Fujikawa die Lieder Suki ni Natte wa Ikenai Riyuu und Sen-nen Ai, die im Abspann der dritten Staffel von The Rising of the Shield Hero bzw. im Vorspann zum Anime The Demon Sword Master of Excalibur Academy zu hören sind. Zudem wurde für den 8. November gleichen Jahres die Herausgabe ihres vierten Studioalbums Nai no Zo ga Guchi wo Kobosumade angekündigt.
Im November 2024 wurde angekündigt, dass Fujikawa im Rahmen der AnimagiC zwischen dem 1. und 3. August 2025 ihre ersten drei Konzerte in Deutschland spielt. Mit dem Lied Eien ni Ikkai no steuerte sie die musikalische Untermalung der Abspannsequenz für die vierte Staffel von The Rising of the Shield Hero bei.

## Diskografie

### Als Chiai Fujikawa

#### Studioalben
| Jahr | Titel Musiklabel                                 | Höchstplatzierung, Gesamtwochen, AuszeichnungChartsChartplatzierungen (Jahr, Titel, Musiklabel, Platzierungen, Wochen, Auszeichnungen, Anmerkungen) | Anmerkungen                             |
| Jahr | Titel Musiklabel                                 | JP | Anmerkungen                             |
| ---- | ------------------------------------------------ | --- | --------------------------------------- |
| 2019 | Raika Nippon Columbia                            | JP10 (9 Wo.)JP | Erstveröffentlichung: 7. Mai 2019       |
| 2020 | Ai wa Headphone kara Nippon Columbia             | JP36 (2 Wo.)JP | Erstveröffentlichung: 8. April 2020     |
| 2020 | HiKiKoMoRi Nippon Columbia                       | JP48 (1 Wo.)JP | Erstveröffentlichung: 24. November 2020 |
| 2023 | Nai no Zo ga Guchi wo Kobosumade Nippon Columbia | JP43 (2 Wo.)JP | Erstveröffentlichung: 8. November 2023  |

#### EPs
| Jahr | Titel Musiklabel                                        | Höchstplatzierung, Gesamtwochen, AuszeichnungChartsChartplatzierungen (Jahr, Titel, Musiklabel, Platzierungen, Wochen, Auszeichnungen, Anmerkungen) | Anmerkungen                              |
| Jahr | Titel Musiklabel                                        | JP | Anmerkungen                              |
| ---- | ------------------------------------------------------- | --- | ---------------------------------------- |
| 2022 | Chotto Soko Made Kino wo Mukae ni Nippon Columbia       | JP43 (3 Wo.)JP | Erstveröffentlichung: 27. April 2022     |
| 2023 | Ureshii Koe wo Honno Chotto Nippon Columbia             | JP44 (1 Wo.)JP | Erstveröffentlichung: 12. April 2023     |
| 2024 | Sumimasen, Ai wo Otoshita no desu ga... Nippon Columbia | — | Erstveröffentlichung: 18. September 2024 |

## Auszeichnungen und Nominierungen
| Jahr | Auszeichnung          | Kategorie                    | für           | Resultat | Quellen |
| ---- | --------------------- | ---------------------------- | ------------- | -------- | ------- |
| 2020 | Anime Trending Awards | Best Ending Song of the Year | Kimi no namae | 6. Platz | [ 28 ]  |